# Гуальтьери
Гуальтьери (итал. Gualtieri) — муниципалитет в Италии, в провинции Реджо-нель-Эмилия области Эмилия-Романья.
Он расположен в 370 км от Рима и в 23 км от Реджо-нель-Эмилии. Население — 6 634 (31.06.2008 г.). 5 августа происходит ежегодный фестиваль.
Покровительницей коммуны почитается Пресвятая Богородица (Дева Мария Снежная), празднование 5 августа.